# Cerro Grande do Sul
Cerro Grande do Sul là một đô thị thuộc bang Rio Grande do Sul, Brasil. Đô thị này có diện tích 324,758 km², dân số năm 2007 là 9245 người, mật độ 28,47 người/km².